# Batocera enganensis
Batocera enganensis är en skalbaggsart som beskrevs av Charles Joseph Gahan 1907. Batocera enganensis ingår i släktet Batocera och familjen långhorningar. Inga underarter finns listade.